# Melandia
Melandia là một chi bướm đêm thuộc họ Geometridae.